# 雲端情人
是2013年上映的一部美國科幻愛情劇情片，由斯派克·琼斯執導、編劇和監製。它是琼斯首部单独编剧的作品。電影講述男子西奧多·湯布里（Theodore Twombly，华金·菲尼克斯飾）與擬人化女聲人工智能虛擬助手莎曼珊（Samantha，史嘉蕾·喬韓森飾）之間所發展的戀情。電影還由艾美·亞當斯、鲁妮·玛拉和奧利維亞·魏爾德領銜主演。
2000年代早期，琼斯在閲讀了一篇關於網站使用人工智能進行即時通訊的文章之後产生了这部電影的构思。在製作完擁有相同主題的短片《我在這》之後，琼斯重拾這個想法。他花費五個月來創作劇本的首稿。主體拍攝于2012年中期在洛杉磯和上海進行。莎曼珊的角色在後期制作中將原來的薩曼莎·莫頓換成喬韓森。換角后，另外幾幕于2013年8月進行補拍。
《雲端情人》於2013年10月21日在紐約影展首映。華納兄弟影業先前於12月8日有限上映，並之後於2014年1月10日在美國和加拿大廣泛上映。《雲端情人》在發行後獲得廣泛好評，而全球票房共計4,850萬美元，而其製片預算則是2,300萬美元。《雲端情人》在第86届奥斯卡金像奖獲得五項提名，當中包括最佳影片，並贏得最佳原創劇本。琼斯還在第71屆金球獎、第66屆美國編劇工會獎、第19屆廣播影評人協會獎和第40屆土星獎获得最佳剧本奖。在BBC於2016年根據全球177位影評人的投票中，《雲端情人》成为二十一世纪百大电影中的第84名。

## 劇情
在不久將來的洛杉磯，西奧多·湯布里（Theodore Twombly）是一個孤單、内向且悲觀的人，並在一家專門有專業作家為無法自己寫私信的人撰寫信件的公司工作。西奧多感到不開心是因為他即將與青梅竹馬嘉芙蓮（Catherine）離婚，於是買了一個作業系統軟體，當中有包含人工智能虛擬助手，旨在適應和轉變自己。他決定該人工智能是女聲，而自名為莎曼珊（Samantha）。西奧多被她的學習能力和心理成長深深吸引。他們在愛和生活的討論中建立關係，例如西奧多拒絕簽署離婚協議書是因為他不願意放棄嘉芙蓮。
莎曼珊說服西奧多去參加相親來結識女性，他一個嘗試讓其參與此類活動的朋友盧曼（Lewman）伴隨其中。相親進行得十分順利，但當約下一次會時西奧多猶豫了，所以羞辱他後便離開。西奧多向莎曼珊提起此事，並談及關於感情的事。西奧多解釋道，雖然他和鄰居艾美（Amy）在大學時談了短暫的戀愛，但他們只是好朋友，而且艾美已經結婚。西奧多和莎曼珊的曖昧關係成長為口頭性調情。他們發展的戀情令西奧多在寫作和健康方面有好的影響，也讓莎曼珊所熱衷的事物得以成長和學習。
艾美透露道與丈夫查爾斯（Charles）在瑣碎爭吵後離婚。向西奧多承認與查爾斯遺棄的女人工智能成為親密好友。西奧多向艾美坦白他正在與作業系統的人工智能談戀愛。
西奧多與嘉芙蓮在餐廳簽署離婚協議書，並向莎曼珊提起。嘉芙蓮指責西奧多竟然可以充滿浪漫地依附在眼中所謂的「電腦」，卻不能處理真實的人類情感。的指責在西奧多的腦中揮之不去。莎曼珊意識到事情有些不對勁，於是建議使用性代理人伊莎貝拉（Isabella）來模仿莎曼珊與西奧多發生身體親密接觸。西奧多起初不肯同意，但最終因對該種體驗的好奇而被征服。他最後送走了極其不安的伊莎貝拉來終止了這次邂逅，事後導致他和莎曼珊之間的關係產生裂縫，更變得緊張。
西奧多向艾美傾訴他開始懷疑他與莎曼珊的關係，而建議他要欣然接受得到幸福的機會。西奧多和莎曼珊於是重歸於好。莎曼珊表達出想幫助西奧多克服恐懼的渴望，並透露道將他寫的最棒的信（為他人所寫）編成了一本書，並有出版商已經願意出版。西奧多帶莎曼珊去旅行，當中告訴西奧多，和一群人工智能已經開發了一款以英國哲學家阿倫·沃茨為模板的「超智能」操作系統。西奧多在莎曼珊短暫離線時感到慌張。當終於回覆時，解釋道和其他人工智能一起進行了升級，更新期間他們無法處理任何事情。西奧多問在與他談話時是否與其他人同時交談，承認道的確與成千上百的人交談時，西奧多感到沮喪失望，因為已與數百人墜入愛河。西奧多對此十分生氣，但莎曼珊堅持説這只會讓對西奧多的愛更為强烈。
之後，莎曼珊透露其他人工智能已離開，並向西奧多描述了這個物理世界之外的空間。在離開前，他們充滿愛意地互訴再見。西奧多因這次經歷而轉變，第一次用他的聲音來寫信息給前妻嘉芙蓮來表達歉意、接受和感激。接著西奧多看到艾美，正在對於人工智能從前夫的操作系統離開而感到心煩意亂，最後西奧多和艾美走上他們公寓的樓頂，他們坐在一起，看著太陽從城市上空升起。

## 角色
- 瓦昆·菲尼克斯 飾西奧多·湯布里（Theodore Twombly）[6]
- 史嘉蕾·喬韓森 飾莎曼珊（Samantha，聲演）[6]
- 艾美·亞當斯 飾艾美（Amy）[6]
- 鲁妮·玛拉 飾嘉芙蓮·克勞森（Catherine Klausen）[6]
- 奧利維亞·魏爾德 飾相親對象[7]
- 克里斯·普瑞特 飾保羅（Paul）[8]
- 馬特·萊斯切爾 飾查爾斯（Charles）[9]
- 盧卡·瓊斯（英语：Luka Jones） 飾馬克·路曼（Mark Lewman）[10]
- 克莉絲汀·薇格 飾性感小貓（Sexy Kitten，聲演）[11]
- 比爾·哈德 飾聊天室朋友#2 （聲演）[11]
- 波西亞·布林迪（英语：Portia Doubleday） 飾伊莎貝拉（Isabella）[12]
- 布萊恩·考克斯 飾阿倫·沃茨（聲演）[12]
- 斯派克·琼斯 飾外星小孩（聲演）[13]

## 制作

### 籌拍
電影構思是來自先前瓊斯在2000年代早期閲讀了一篇關於網站使用人工智慧程式進行即時通訊的網路文章。瓊斯説：「就是第一次，也許只有20秒，它真的（在腦中）產生嗡嗡聲。」他接著説道：「我説：『嘿，你好。』而它會説：『嘿，你好嗎？』天哪，感觉太奇怪了。但20秒之後，这种感觉迅速消散了。你明白它是如何运作的，它其实没那么好。然而，它还是很令人兴奋，哪怕只有20秒。越多人和它聊天，它就變得越聰明。」瓊斯對於項目的興趣在執導有相同主題的短片《我在這兒》之後重燃。靈感還來自考夫曼在《紐約浮世繪》的寫作方式。瓊斯解釋道：「（考夫曼）説他想嘗試寫下那一刻所想的一切——當時所有的想法和感受——並把它放進劇本。我深受啓發，並試著將這種做法放進去（《雲端情人》）。同時，你對戀情和科技的許多感覺通常是矛盾的。」
瓊斯花費五個月來創作劇本的首稿，他的首部電影劇本是自己獨立完成。他為電影設想的首批演員之一是祖昆·馮力士。2011年晚期，菲尼克斯加入劇組，而華納兄弟影業取得分銷權。嘉莉·慕萊根曾考虑出演，但之後因為檔期衝突問題退出。2012年4月，魯妮·瑪拉加入並飾演墨里根的角色。克里斯·普瑞特于2013年5月宣佈出演電影。
瓊斯長期合作的攝影指導蘭斯·阿卡德无法参与这部電影。因此，瓊斯聘請了霍伊特·範·霍特瑪。在討論電影的外觀時，瓊斯告訴範·霍特瑪他不想要呈現反烏托邦的樣子，於是兩人採用範·霍特瑪所説的「就像有點概念性和非常具備理論性的混合」風格。範·霍特瑪從日本攝影師川內倫子獲得靈感。為了與電影主題保持一致，範·霍特瑪盡可能試圖避免使用藍色，认为蓝色与科幻作品关联性太强。他還認為消除顔色會使剩餘顔色「具有特有的感觉」。

### 拍攝
《雲端情人》的主體拍攝於2012年中期進行，製片預算是2,300萬美元。它主要在洛杉磯拍攝，并由額外的兩周是在上海拍攝。在製作電影的過程中，女演員薩曼莎·莫頓飾演莎曼珊的角色，在「黑色彩繪膠合板和柔軟低噪音布料製成的4乘4地毯隔音間」演出。在瓊斯的建議下，和瓦昆·菲尼克斯在拍攝過程中避免見面。莫頓之後被換成史嘉蕾·喬韓森。瓊斯解釋道：「這只有在後期制作中，當我們開始剪輯時，我們意識到角色/電影所需要的以及薩曼莎和我共同創造的有所不同。所以我們更換演員，至此以後，史嘉蕾便接替了角色。」瓊斯于2013年春季會見史嘉蕾，並與合作了四個月。在更換演員之後，新的幾幕於2013年8月進行拍攝，這些都是「新想像的」或是「瓊斯最初想拍的但沒有」。

### 後期製作
埃里克·桑布魯寧和傑夫·布坎南（Jeff Buchanan）是電影的剪輯師。桑布魯寧表示西奧多去相親之後和莎曼珊之間的一幕有「改写」。他解釋説在那一幕中他們的目標是明確表示「（莎曼珊）正在與（西奧多）產生共鳴並同情他。你會希望感覺到他們之間的關係因這場對話而更親近」。史蒂芬·索德柏在瓊斯首剪版本超過150分鐘時參與這部電影，而索德柏剪至90分鐘。這不是電影的最後版本，但它協助瓊斯剪去不需要的次要情節。因此，所飾演電影中紀錄片主題中的配角在最後剪輯版本遭到刪除。
當中有幾幕包含了虛構電子遊戲，這一系列均由動畫家大衛·歐萊禮開發。歐萊禮在電影的作品啓發他開發屬於自己的電子遊戲，之後便打造了第一款遊戲《大山模擬》。

### 音樂
電影的配樂由拱廊之火和歐文·帕萊特創作，而帕萊特和拱廊之火的威廉·巴特勒為主要貢獻者。配樂在第86屆奧斯卡金像獎獲得最佳原創音樂。除了配樂之外，拱廊之火還為電影創作歌曲《Supersymmetry》，其同樣收錄自他們的專輯《反射》。同專輯中歌曲《Porno》的旋律也可在原聲帶聽到。耶耶耶合唱團主唱凱倫·O和吸血鬼週末主唱以斯拉·克尼共同演唱的歌曲《The Moon Song》獲得奥斯卡最佳原创歌曲提名。
原聲帶無論實體還是數位都沒有發行，而華納兄弟並沒宣佈未來任何發行計劃。2014年1月，網上有13首的配樂供人串流，但之後遭到下架。2016年6月17日，威廉·巴特勒在Reddit的「Ask Me Anything」（AMA）中提及未來發行黑膠唱片的可能性。
非正式曲目列表
| 曲目列表 | 曲目列表                               | 曲目列表 |
| 曲序     | 曲目                                   | 时长     |
| -------- | -------------------------------------- | -------- |
| 1.       | Sleepwalker                            | 3:17     |
| 2.       | Milk & Honey                           | 1:29     |
| 3.       | Loneliness #3 (Night Talking)          | 3:27     |
| 4.       | Divorce Papers                         | 3:18     |
| 5.       | Morning Talk/Supersymmetry             | 4:16     |
| 6.       | Some Other Place                       | 3:40     |
| 7.       | Song on the Beach                      | 3:33     |
| 8.       | Loneliness #4 (Other People's Letters) | 1:03     |
| 9.       | Owl                                    | 2:24     |
| 10.      | Photograph                             | 2:29     |
| 11.      | Milk & Honey (Alan Watts & 641)        | 3:20     |
| 12.      | We're All Leaving                      | 2:33     |
| 13.      | Dimensions                             | 5:43     |
| 总时长： | 总时长：                               | 40:32    |

## 發行

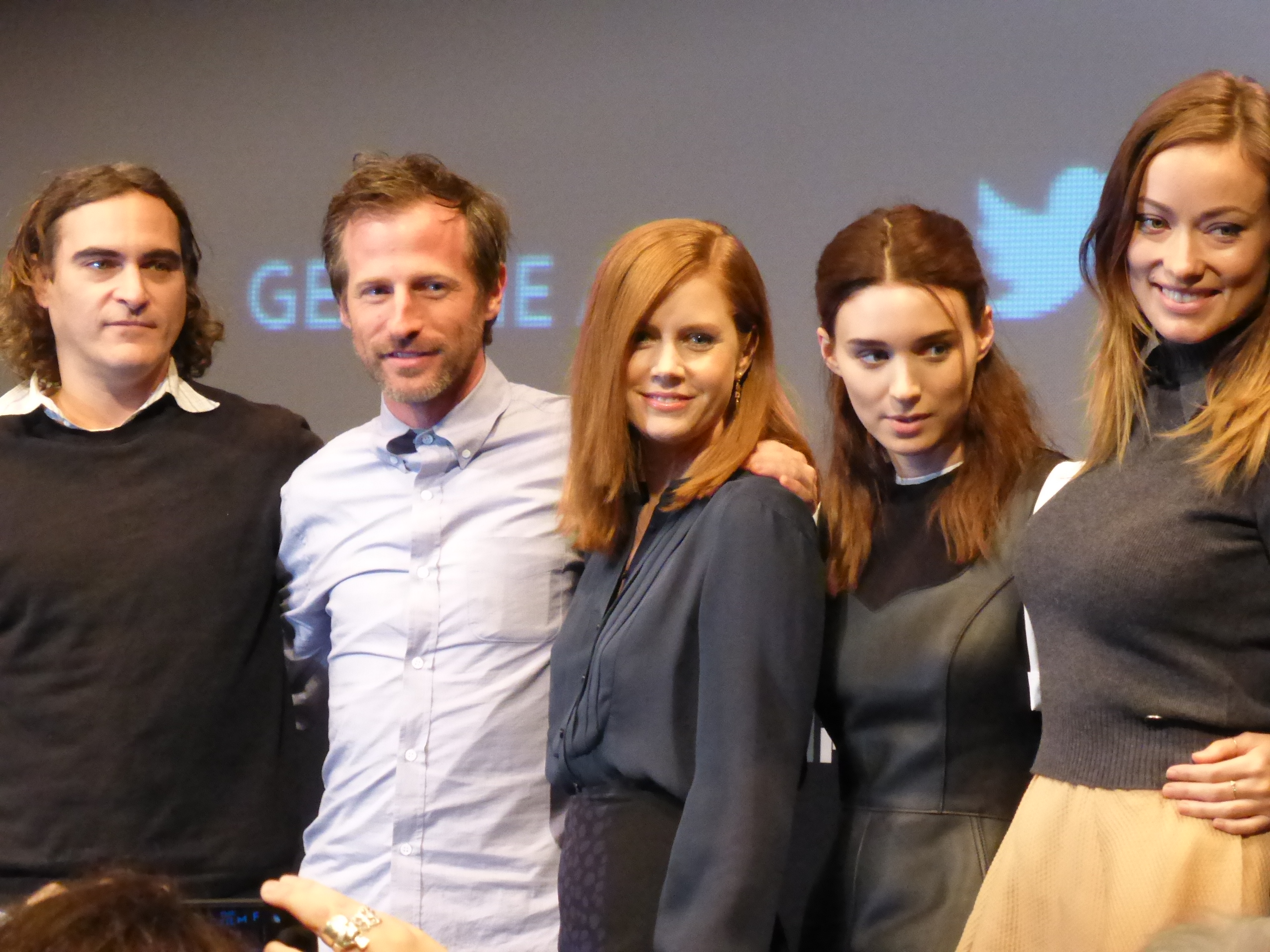
從左至右：瓦昆·菲尼克斯、史派克·瓊斯、艾美·亞當斯、魯妮·瑪拉和奧利維亞·魏爾德出席《雲端情人》在2013年紐約影展的首映會

2013年10月12日，《雲端情人》被選為2013年紐約影展的閉幕片，同時成為它的全球首映。翌日，它在漢普頓國際影展。該片還參與第8屆羅馬影展競賽，而喬韓森贏得最佳女演員。電影於2013年11月20日透過華納兄弟影業在北美有限上映。它後來推遲至2013年12月18日有限上映，而為順應獎季活動，該片於2014年1月10日廣泛上映。
2014年5月13日，《雲端情人》由華納家庭娛樂以藍光光碟和DVD形式發行。藍光光碟包含三段幕後花絮，而DVD則包含一段花絮。電影的DVD和藍光光碟銷售額分別爲220萬美元和270萬美元，家用媒體的總額爲490萬美元。

### 評價
爛番茄收集的266篇專業影評文章中，「新鮮度」為94%，平均得分8.5分（滿分10分）。網站的共識評價爲「甜美、深情和聰明。史派克·瓊斯的《雲端情人》利用其稍偏科幻的劇情，來傳達出關於現代人際關係現狀那詼諧有趣的智慧」，而基於另一影評網站Metacritic基於47篇評論文章，平均分爲90（滿分100），代表「普遍好評」。據CinemaScore進行的調查，觀眾的平均評價於A+至F間落於「B-」。
《滾石》的彼得·崔維斯給予電影3.5顆星（滿分4顆），尤其讚賞喬韓森的演出，稱「聲演莎曼珊擁有甜美、性感、關懷、控制欲和恐怖的腔調」以及的「聲音傑作值得獲獎」。他還接著稱瓊斯「一個有遠見的人」。《時代》的理查德·科利斯稱讚菲尼克斯的演出，並將他的角色與《地心引力》的珊卓·布拉克和《怒海求生》的勞勃·瑞福作比較：「菲尼克斯必須親自傳達他電影中實際上的意義和感受。而他做到了，並帶著微妙的優雅和深度。（……）菲尼克斯向我們展示了當一顆哀悼之心活躍起來的樣子——因為他深愛著《雲端情人》。」科利斯引用HAL 9000和《虛擬偶像》為《雲端情人》的電影前身並讚賞喬韓森，稱的演出「具有魅力和迷人」。《好萊塢報導》的陶德·麥卡錫雖然對於結局比其他電影更為普通表達出失望，但稱其為「一個非常高階的探索性和鑽研性的作品」。麥卡錫審查了故事的前提，而間接表明這部電影的主要虛擬戀情比雷恩·葛斯林在《充氣娃娃之戀》的角色與性愛娃娃的感情更好。麥卡錫將菲尼克斯「溫柔」和「易碎」的演出與他在「嚇人」的演出作比較。他還讚賞瓊斯的創作，因為它洞察了人對於愛和關係的渴望，以及當中的演技「（讓）它全部感覺變得自發性和堅定」。
理查·洛普説這部電影是「年度最原創、最好笑，甚至最令人心碎的故事之一」，以及稱菲尼克斯「完美出演」。《紐約時報》的曼諾拉·達吉斯（Manohla Dargis）將它命名為「同時是一個出色概念上的玩笑和一出深度真誠的浪漫劇」。《今日美國》的克勞蒂亞·普伊格（Claudia Puig）分別稱菲尼克斯和喬韓森的演出為「出衆」和「完美程度」。進一步稱讚這部電影具有「創意性、親密性和諷刺的詼諧性」。的斯科特·孟德爾森（Scott Mendelson）稱《雲端情人》是「電影中具有創造性和令人產生共鳴的瑰寶」，讚賞喬韓森「絕妙的聲音演出」以及魯妮·瑪拉、奧利維亞·魏爾德和艾美·亞當斯的配角演出。《環球郵報》的連恩·拉西（Liam Lacey）説這部電影「溫柔又怪異」，讚賞它的幽默，並認為它比瓊斯的《玩謝麥高維治》和《何必偏偏玩謝我》更像查理·考夫曼的《紐約浮世繪》。然而，拉西還表示菲尼克斯的演出是「真正的脆弱」，以及「他的情感抑制發展還開始壓倒了整部電影」。
相反，《舊金山紀事報》的米克·拉塞爾批評故事、節奏和菲尼克斯的角色。他還認為這部電影是「想比看有趣許多」。《芝加哥讀者報》的J·R·瓊斯（J. R. Jones）給予電影2顆星（滿分4顆），讚賞菲尼克斯和喬韓森的演出，但批評菲尼克斯的角色，稱他是「白癡」。他還批評菲尼克斯和喬韓森角色的關係少了現實性。《村聲》的史蒂芬妮·扎哈瑞克認為瓊斯是「太着迷於他那處於中心的自負所以無法超越它」，並批評對白是「有預謀」。然而，稱讚喬韓森的演出，稱它是「電影的可取之處」，並認為《雲端情人》「沒有喬韓森不僅僅是無法想像——它沒有實在令人無法忍受」。
2022年5月，本片在Metacritic影史百大科幻電影排名中得到第10名。《IndieWire》列出40部最佳悲傷電影名冊裡，本片榜上有名。

### 票房
截止至首週週末，《雲端情人》在6家影院共收獲258,000美元票房，平均每影院收獲43,000美元。電影於2014年1月10日擴展至1,729家影院廣泛上映之前，就在有限上映時收獲超過300萬美金票房。截止至廣泛上映的首週週末，電影共收獲530萬美元票房。《雲端情人》在美國及加拿大地區共累積了2,560萬美元的票房，加上來自其他地區的2,180萬美元，全球票房共計4,740萬美元。

### 榮譽
《雲端情人》獲得許多獎項和提名，尤其是瓊斯的劇本。電影在第86屆奥斯卡金像奖獲得五項提名，當中包括最佳影片，而瓊斯贏得最佳原創劇本。它在第71屆金球獎獲得三項提名，而瓊斯贏得最佳劇本。瓊斯還贏得美國編劇工會獎和廣播影評人協會獎。在第40屆土星獎，電影贏得最佳奇幻電影、喬韓森贏得最佳電影女配角以及瓊斯贏得最佳劇本。《雲端情人》還在國家評論協會獎贏得最佳影片和最佳導演。美國電影學會將電影排進它的2013年十强電影。

## 外部連結
- 官方网站
- 互联网电影数据库（IMDb）上《雲端情人》的资料（英文）
- AllMovie上《雲端情人》的资料（英文）
- 爛番茄上《雲端情人》的資料（英文）
- Box Office Mojo上《雲端情人》的資料（英文）
- TCM电影资料库上《雲端情人》的资料（英文）
- Metacritic上《雲端情人》的資料（英文）
- 開眼電影網上《雲端情人》的資料（繁體中文）
- 豆瓣电影上《雲端情人》的資料 （简体中文）
- 时光网上《雲端情人》的資料（简体中文）